# Марк Хъмфри
Марк Хъмфри (на английски: Mark Humphrey) е канадски актьор, най-известен с ролята си на Джейк Антонели в канадския сериал E.N.G..
През 1988 той дебютира с ролята си на капитан Мат Купър, най-добрия приятел на Дъг Мастърс (Джейсън Гедрик), във филма Железен орел 2. По-късно взема участие в различни филми и сериали. През 2005 той участва в Живот с врага с Сара Ланкастър. През 2006 трой играе във филма Съпругите, които той забрави заедно с Моли Рингуалд и играе красавец, страдащ от амнезия. Друга негова роля е във филма Все още ниски гласове с Катрин Бел. Също така участва и в много други телевизионни сериали.